# Oldervika (Rødøy)
Pour les articles homonymes, voir Oldervika.
Oldervika est une localité du comté de Nordland, en Norvège.

## Géographie
Administrativement, Oldervika fait partie de la kommune de Rødøy.